# Nadezhda Mandelshtam
Nadezhda Yákovlevna Mandelshtam (en ruso: Надежда Яковлевна Мандельштам), apellidada de soltera Hazin, (Sarátov; 30 de octubre de 1899 — Moscú; 29 de diciembre de 1980) fue una escritora rusa, esposa del poeta ruso Ósip Mandelshtam. 

## Biografía
Nacida en Sarátov en el seno de una familia judía de clase media, pasó los primeros años de su vida en Kiev. Al terminar los años de colegio estudió arte.
Tras contraer matrimonio en 1921, Nadezhda y Ósip Mandelshtam vivieron en Ucrania, Petrogrado, Moscú y Georgia. Ósip fue arrestado en 1934 por su poema satírico sobre Stalin, y trasterrado junto con Nadezhda a Cherdyn, en la región de Krai de Perm, y más tarde a Vorónezh.
Después del segundo arresto de Ósip Mandelshtam y su muerte, en 1938, en el campo de concentración "Vtoráya rechka" (cerca de Vladivostok), Nadezhda Mandelshtam pasó una vida nómada, burlando su posible arresto y cambiando frecuentemente de lugar de residencia y trabajo. Se sabe que por lo menos en una ocasión, en Kalinin, la NKVD fue a por ella un día más tarde de que ella se hubiera marchado.
Asumió como misión de su vida preservar y hacer pública la herencia poética de su marido. Memorizó la mayor parte de ella, ya que no confiaba en las versiones impresas.
Tras la muerte de Stalin, Nadezhda Mandelshtam completó su tesis doctoral en 1956 bajo la dirección del profesor Víktor Zirmunski y le fue permitido volver a Moscú en 1958.
En sus memorias, Contra la desesperanza y Sin esperanza, publicadas por vez primera en occidente, da un análisis épico de su vida y critica la degradación moral y cultural de la Unión Soviética de los años 20 y posteriores. Los títulos de sus memorias son un juego de palabras: Nadezhda, en ruso, significa "Esperanza".
En 1979 donó su archivo a la Universidad de Princeton. Nadezhda Mandelshtam murió en 1980 en Moscú, a la edad de 81 años.

## Obras
- Contra toda esperanza (ISBN 978-84-15689-10-2), Acantilado, 2012. Traducción: Lydia Kúper.
- Contra la desesperanza (ISBN 978-84-672-0524-4) (juego de palabras: nadezhda quiere decir "esperanza" en ruso)
- Hope Abandoned (ISBN 0-689-10549-5)
- Mandelshtam, Ossip: El sello egipcio - El rumor del tiempo. Madrid, Alfaguara, 1981. Traducción: Lydia Kúper.
- Mandelshtam, Osip: Coloquio sobre Dante - La cuarta prosa. Madrid, Visor, 1995. Edición y traducción: Jesús García Gabaldón.
- Mandelshtam Osip: Tristia y otros versos. Tarragona, Igitur, 1998. Edición y traducción: Jesús García Gabaldón.
- Mandelshtam, Osip: Cuadernos de Vorónezh, Tarragona, Igitur, 1999. Edición y traducción: Jesús García Gabaldón.